# Roi du Népal
Le roi du Népal (en népalais, श्री ५ महाराजधिराज, Mahārājādhirāja, « grand roi des rois », ou « empereur souverain ») est le monarque et chef d'État du royaume du Népal de 1768 à 2008. Ses membres appartiennent à la dynastie Shah, de Prithvi Narayan Shah, fondateur et premier dirigeant du royaume en 25 septembre 1768 jusqu'à Gyanendra Bir Bikram en 2008, lorsque la monarchie est abolie faisant place à la république démocratique fédérale du Népal.

## Histoire
À la suite de désordres politiques intérieurs, le roi a été dépourvu de toute fonction politique en 2006. Lors de l'élection d'une assemblée constituante déterminant les institutions du pays, la charge de chef du pouvoir exécutif à titre provisoire a été confiée le 18 mai 2006 au Premier ministre, le roi n'ayant plus que des fonctions honorifiques. Depuis l'abolition de la monarchie et l'instauration de la république par l'Assemblée constituante le 28 mai 2008, les fonctions provisoires de chef de l'État ont été confirmées entre les mains du chef du pouvoir exécutif, en attendant l'élection d'un président de la République qui est intervenue le 21 juillet 2008.

## Rois du Népal (1768-2008)
| Rang | Nom                            | Image | Début du règne    | Fin du règne     |
| ---- | ------------------------------ | ----- | ----------------- | ---------------- |
| 1    | Prithvi Narayan                |       | 25 septembre 1768 | 11 janvier 1775  |
| 2    | Pratap Singh                   |       | 11 janvier 1775   | 17 novembre 1777 |
| 3    | Rana Bahadur                   |       | 17 novembre 1777  | 8 mars 1799      |
| 4    | Girvan Yuddha                  |       | 8 mars 1799       | 20 novembre 1816 |
| 5    | Rajendra Bikram Shah           |       | 20 novembre 1816  | 12 mai 1847      |
| 6    | Surendra Bir Bikram            |       | 12 mai 1847       | 17 mai 1881      |
| 7    | Prithvi Bir Bikram             |       | 17 mai 1881       | 11 décembre 1911 |
| 8    | Tribhuvan Bir Bikram 1er règne |       | 11 décembre 1911  | 6 novembre 1950  |
| 9    | Gyanendra Bir Bikram 1er règne |       | 6 novembre 1950   | 8 janvier 1951   |
| (8)  | Tribhuvan Bir Bikram 2d règne  |       | 8 janvier 1951    | 13 mars 1955     |
| 10   | Mahendra Bir Bikram            |       | 13 mars 1955      | 31 janvier 1972  |
| 11   | Birendra Bir Bikram            |       | 31 janvier 1972   | 1er juin 2001    |
| 12   | Dipendra Bir Bikram            |       | 1er juin 2001     | 4 juin 2001      |
| (9)  | Gyanendra Bir Bikram 2d règne  |       | 4 juin 2001       | 28 mai 2008      |